# نهائي كأس فرنسا 2022
نهائي كأس فرنسا 2022 (بالفرنسية: Coupe de France final 2022) هي مباراة كرة القدم الختامية لتحديد الفريق الفائز في مسابقة كأس فرنسا 2021–22، ضمن الموسم الخامس بعد المائة من مسابقات كأس فرنسا لكرة القدم. أقيمت بين ناديي نيس ونانتفي يوم 07 مايو 2022 على ملعب فرنسا. كان من المقرر في الأصل أن يُقام في 8 مايو على ملعب فرنسا في سان دوني، باريس، ولكن تم تقديم الموعد إلى 07 مايو بالتشاور مع الأندية المتنافسة والجهات البث والإذاعة.
حصد نادي نانت لقب كأس فرنسا للمرة الرابعة بعد أن تغلب فريق أنطوان كومباريه على فريق نيس 1-0 في ملعب فرنسا في باريس للاحتفال بالانتصار الذي طال انتظاره، وأول لقب كبير له منذ عام 2001 وكان آخر تتويج له في الدوري الفرنسي.
بعد صراع نادي نانت في السنوات الأخيرة، والتي شهدت هبوطين إلى دوري الدرجة الثانية الفرنسي، يعتبر هذا الفوز عودة لجماهير نانت في ستاد دو فرانس. بعد انتظار طويل دام 21 عامًا، حيث سبق لنادي أن فاز بهذه الكأس على كاليه عام 2000. ويتوج نادي نانت بكأس فرنسا للمرة الرابعة بعد أعوام 1979، 1999، 2000.
وعلى الرغم من وضعهم تواجد الفريق في منتصف جدول الدوري الفرنسي، يعطي هذا الفوز نانت بطاقة التأهل إلى الدوري الأوروبي في الموسم المقبل، وهو ما يعتبر انجازاً بالنظر إلى عدد السنوات التي مرت منذ آخر مشاركة لهم على الساحة الأوروبية.
وصل نيس إلى النهائي هذا العام للمرة الخامسة في تاريخه، والأولى منذ عام 1997، في مباراة فاز فيها على غانغان بركلات الترجيح بعد تعادلهما بهدف لكل فريق في الوقت الإضافي. وصل نانت إلى النهائي هذا العام للمرة الرابعة في تاريخه، بعد خسارته في دور 64 من نسخة العام الماضي أمام لنس.

## الطريق إلى النهائي
| الخصم                                                                       | نتيجة               | الجولة               | الخصم         | نتيجة               |
| شوليه                                                                       | 1–0 (خ)             | دور الرابع والستين   | سوشو          | 0–0 (خ) (5–4 ركلة.) |
| باريس إف سي/ليون                                                            | تأهل مباشر          | دور الثاني والثلاثين | فيتريه        | 2–0 (د)             |
| باريس سان جيرمان                                                            | 0–0 (خ) (6–5 ركلة.) | دور الستة عشر        | ستاد بريست 29 | 2–0 (د)             |
| أولمبيك مارسيليا                                                            | 4–1 (د)             | ربع النهائي          | باستيا        | 2–0 (د)             |
| فرساي 78                                                                    | 2–0 (د)             | نصف النهائي          | موناكو        | 2–2 (د) (4–2 ركلة.) |
| ملاحظة: تشير الرموز (د) = داخل الديار ; (خ) = خارج الديار; (م) = ملعب محايد |                     |                      |               |                     |

### نادي نيس
فاز نادي أو جي سي نيس على نادي شوليه، بهدف الوحيد في المباراة ، دون أن يقدم أداء مقنعًا بعدما عانى في مباراة دور 64 من كأس فرنسا، واجه فريق نيس رابع الدوري الفرنسي، صعوبة في التغلب على فريق شوليه بقيادة المدير الفني ريتشارد ديزيريه الذي اعتمد فيها على التنظيم الدفاعي واستغلال الفرص المتاحة بالهجمات المرتدة، بعد شوط أول ممتاز، استقبل الفريق هدفًا برأسية أندي في الدقيقة 63 من الشوط الثاني عن طريق أندي ديلور من تمريرة عرضية. وبهذا يتأهل نادي نيس إلى دور 32 من كأس فرنسا.
ضمن موجهات دور 32، توقفت مباراة باريس إف سي وأولمبيك ليون، في بداية الشوط الثاني، ثم أُلغيت (كانت النتيجة 1-1) بسبب اشتباكات بين المشجعين؛ وأدانت اللجنة التأديبية للاتحاد الفرنسي لكرة القدم الفريقين اللذين أُقصيا من البطولة ضمن جملة عقوبة آخر على الفريقين. أما نادي نيس، الذي كان من المفترض أن يواجه الفائز في هذه المواجهة، فقد تأهل مباشرةً إلى ثمن النهائي.
اصطدم نادي نيس ضمن واجهات الدور الستة عشر بفريق نادي باريس سان جريمان الذي أجرى مدربه ماوريسيو بوتشيتينو، تعديلات على تشكيلته الأساسية، واعتمد على ثلاثي هجومي جديد يضم ليونيل ميسي، ماورو إيكاردي، جوليان دراكسلر، بينما لعب تيلو كيرير مع بريسنيل كيمبيمبي في قلب الدفاع، مع استمر حالة التعادل السلبي في الشوط الأوا، اشرك المدير الفني بوتشيتينو في ثاني تبديلاته نجم الفريق الفرنسي كيليان مبابي في الدقيقة 64 بدلا عن المهاجم الأرجنتيني إيكاردي، ما خلق المزيد من الفرص للفريق الباريسي، لا سيما اللحظات الأخيرة من المباراة، مع حافظ الفريقان على تعادل بعد 90 دقيقة من اللعب، احتكم الفريقين لركلات الترجيح لتحديد الفريق المتأهل لدور ربع النهائي، تصدى البولندي حارس مرمى نادي نيس مارسين بولكا لركلة الثالثة من لياندرو باريديس، ومن الجانب الآخر وأنقذ حارس باريس الركلة التالية ويتصدى جيانلويجي دوناروما لتسديدة لاعب نيس أندي ديلور مع أحرز الألماني يوليان دراكسلر تعادل الفريقين في ركلات الترجيحية (3-3) لكل فريق، بوصول الفريقين لركلة السابعة تمكن البرازيلي دانتي بونفيم لاعب نيس من تسجيل ركلة الترجيحية، فيما تصدى تصدى مارسين بولكا لركلة جزاء الشاب تشافي سيمونز، ويُقصي باريس سان جيرمان من بنتيجة 5-6، ويتبقى أمام باريس سان جيرمان المنافسة الدوري الفرنسي ودوري أبطال أوروبا، ويتأهل نادي نيس إلى دور ربع نهائي كأس فرنسا.
قاد كريستوف جالتييه فريق نيس بفضل طريقه الهجوم المضاد فريق نيس إلى الدور نصف النهائي كأس فرنسا لأول مرة منذ عام 2011، ويسحق فريق أولمبيك مارسيليا بنتيجة 4-1 على ملعب أليانز ريفييرا، في مباراة شهدت تألق اللاعب الهولندي جاستن كلويفرت الذي يحاول صنع لنفسه اسمًا في ظل اسم والده نجم هولندا باتريك كلويفرت، الفائز نهائي دوري أبطال أوروبا 1995 مع أياكس أمستردام. انتهت مغامرة أولمبيك مارسيليا في كأس فرنسا بخسارته أمام نيس. كان نادي مارسيليا افتتح التسجيل مبكرًا بهدف عكسي غير متوقع سجله الظهير الأيسر الشاب ملفين بارد، الذي كان ضحية سوء حظ بعد تسديدة سنوكر في الدقيقة الثالثة من بداية المباراة. ومع ذلك لم يطل الوقت عندما أستغل أمين غويري خطأ تمريرتي وليم صليبا وليوناردو باليردي، مسجلاً هدف التعادل وأعاد نيس إلى المباراة في الدقيقة 10، رغم فوزهم في الدوري نهاية الأسبوع الماضي، لم يلعب مارسيليا بتشكيلة 4-4-2 الماسية. فاجأ خورخي سامباولي الجميع مجددًا بإعادة سيدريك باكامبو إلى مقاعد البدلاء، وإشراكه أربعة مدافعين مركزيين (في خط دفاع رباعي). كان الأمر متوقعًا، ألغى المدرب الأرجنتيني خطته في الشوط الأول لكن بعد تخليه عن الاستحواذ على الكرة، كان فريقه متأخرًا بنتيجة 2-1 سجله جاستن كلوفيرت في الدقيقة 29، جاء الهدف الثالث عن طريق كلوفيرت لم يتمكن حارس مرمى مارسليا باو لوبيز من التصدي لها في الدقيقة 49 من الشوط الثاني، عاود لجناح الهولندي من صنع الهدف الرابع لنادي نيس، الذي سجله أندي ديلور في الدقيقة 61، ويتأهل الفريق إلى الدور نصف النهائي بعد فترة طويلة دامت أحد عشر عامًا.
في نصف النهائي في نصف نهائي كأس فرنسا فاز نيس على نادي فرساي بنتيجة 2-0 في ملعب أليانز ريفييرا، أصبح أول المتأهلين إلى النهائي، عانى فريق لاعبو كريستوف جالتييه أصاحب المركز الثالث في الدوري الفرنسي من قبل طويلاً أمام فريق باريسي شجاع من الدرجة الثانية، قبل أن يدخل أمين غويري أرض الملعب في الشوط الثاني، مسجلاً هدف نيس الأول في الدقيقة 48، ويقدم تمريرة حاسمة للهدف الثاني كاسبر دولبرغ في الدقيقة 73، ويضمن أول نهائي كأس فرنسا لهم منذ 25 عامًا ويواجه فريق نيس الفائز من مباراة نانت وموناكو في الثامن من مايو على ملعب فرنسا.

### نادي نانت
تأهل فريق نانت بعد ركلات الترجيح في سوشو، بعد مباراة انتهت بالتعادل السلبي بنتيجة (5-4 ركلات الترجيح) في مباراة غابت الإثارة بشكل ملحوظ، عانى نادي نانت الأداء الهجومي الضعيف لنانت. اعتمد نانت بشكل مفرط على لودوفيتش بلاس وازدادت الأمر سوءً عندما خرج مصابًا في الدقيقة 60، على الجانب الآخر عاني نادي سوشو من استقال ضغوط الهجومي والأخطاء التنظيمية ومنها في الدقيقة 90، عندما لم يتمكن دفاعه عثمان بوكاري من تخليص الكرة بشكل المطلوب لكن جناح جزر الكناري سدد يساره خارج القائم، ولم يتوفق الفريق في ركلات الترجيح أمام مدرجات سوشو كوب، عندما أضاع كريستوف ديديو، آخر مُسدد في السلسلة وأول من فشل في محاولته سددته، التي تصدى حار مرمة نادي نانت الأحتياطي ريمي ديسكامب.

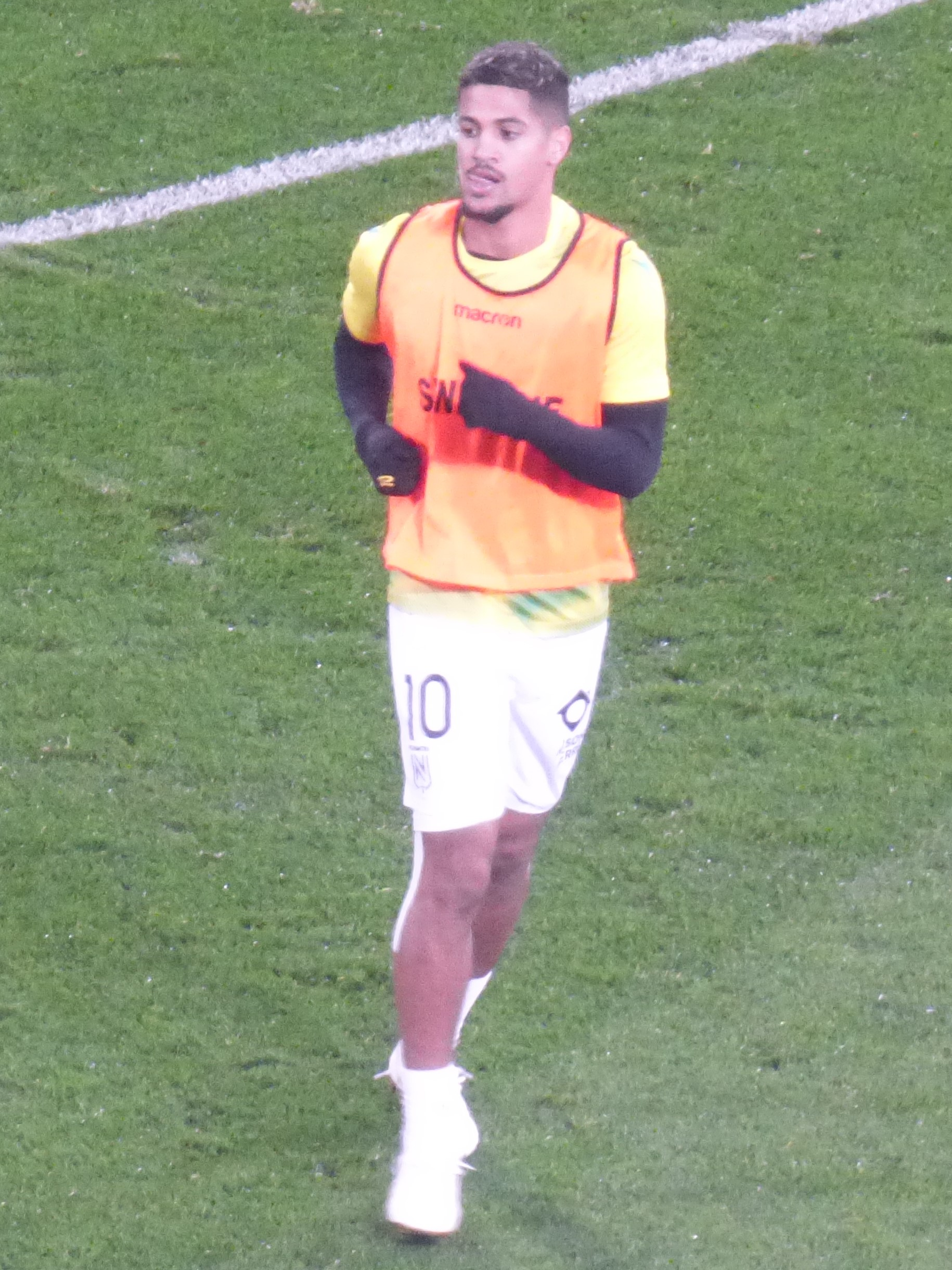
اللاعب لودوفيتش بلاس الأكثر تسجيل للأهداف في البطولة بإحرازه خمسة أهدف ويتوج نانت بكأس فرنسا.

أقيمت المباراة مواجهة نادي فيتريه (الدرجة الثانية) نادي نانت (الدوري الفرنسي الدرجة الأولى) يوم الأحد 02 يناير 2022، ضمن مواجهات دور 32 من كأس فرنسا، على ملعب لا بوجوار.
افتتح نادي نانت التسجيل في الدقيقة 25 عن طريق لودوفيتش بلاس ويخادع حارس مرمى فيتريه ستيفن ليرو بتسديدة خلفية ويتقدم فريق نانت في المباراة، انتهى الشوط الأول ويدخل فريق فيتريه غرفة الملابس متأخرًا بهدف واحد. في الشوط الثاني من المباراة سجل الكناري الهدف الثاني في الدقيقة 67. عن طريق اللاعب المعار من نادي موناكو ويليم جيوبلز لفريق نادي نانت، وبتأهل الفريق إلى الدور الستة عشر.
تجاوز الكناري نادي بريست في دور 16 من كأس فرنسا ملعب لا بوجوار بنتيجة (2-0). قدّم نادي نانت أداءً متكاملاً أداءً ضد فريق بريست، في حراسة المرمى الإسباني بيدرو تشيريفيلا، وفي الدفاع الثنائي نيكولاس بالوا وأندريه جيروتو، وفي مركز الهجوم بتواجد لودوفيتش بلاس، الذي تمكن من احرز هدفي المباراة، في الدقيقتين 25 و53 ، يعود الفضل فيهما إلى موهبته الفذة. في الهدف الأول بعد تمريرة طويلة من نيكولاس بالوا، وجد الشاب البالغ من العمر 24 عامًا نفسه وحيدًا في مواجهة مدافع بريست، نجح في المراوغة، وتابعها بتسديدة أرضية ارتطمت بقدم حارس مرمى بريتون، غوتييه لارسونور، قبل أن تستقر في الشباك، ثم أضاف لودوفيتش بلاس في بداية الشوط الثاني هدفًا ثانياً على حافة منطقة الجزاء بتسديدة استقرت في الزاوية العليا، بعشرة أهداف في جميع المسابقات هذا الموسم (سبعة في الدوري الفرنسي، وثلاثة في كأس فرنسا)، تفوق صانع الألعاب لودوفيتش بلاس على زميله راندال كولو مواني كأفضل هداف لفريق نانت هذا الموسم.
بعد عام واحد من انضمام أنطوان كومبوار إلى نادي نانت. وقد استُدعي المدرب للمساعدة في إعادة بناء فريق كان يعاني من التراجع، يملك فرصة حلم للوصول إلى نصف النهائي للمرة الثانية فقط في 15 عامًا. في مباريات ربع نهائي كأس فرنسا، 10 فبراير على ملعب لا بوجوار لويس فونتينو، فاز نادي نانت على نادي باستيا بنتيجة بهدفين دون مقابل، بدأ أصحاب الأرض المباراة بجدية منذ البداية، حيث افتتحوا التسجيل في الدقيقة الثالثة عن طريق بلاس من ركلة جزاء، قبل أن يُضيف كوليماني هدف الثاني في الدقيقة 71 من الشوط الثاني، رغم هجمات باستيا المتعددة، لم يتمكن لاعبو فريق باستيا من اختراق دفاع نانت لتنتهي المباراة بذات النتيجة مع صافرة النهاية.
في مباراة نصف النهائي شهدت أربعة أهداف، أقصى نادي نانت نادي موناكو بنتيجة (4-2 بركلات الترجيح) بعد تعادلها في الوقت الأصلي بهدفين لكل فريق. وصل نادي نانت إلى نهائي كأس فرنسا لمواجهة نانت في النهائي على ملعب فرنسا، ويصل الفريق بعد ثمانية عشر عامًا من آخر نهائي يلعب الفريق في نهائي كأس الرابطة الفرنسية 2004. افتتح لاعب موناكو غييرمو ماريبان التسجيل في الدقيقة 12، إلا أن رجال أنطوان كومبواريه ردوا بعد تسع دقائق، بتسجيلهم هدف التعادل من هجمة مرتدة قادها راندال كولو مواني أدت إلى تسجيل جبريل سيديبي هدفاً في مرماه في الدقيقة 21، ثم أضاف صامويل موتوسامي، مستغلاً الفرصة في منطقة جزاء موناكو، الهدف الثاني لفريق نانت في الدقيقة 74 من الشوط الثاني. لم يدم هذا التفوق طويلًا إذ عادل مايرون بوادو النتيجة بعد دقيقتين لصالح فريق موناكو في الدقيقة 76، ليتوجه الفريقين إلى ركلات ترجيح، التي شهدت تألق ريمي ديكامب، حارس مرمى نانت الذي اختاره أنطوان كومبوار لحراسة مرمى الفريق في كأس فرنسا آثر تصدي الأخير لركلة الجزاء الأولى من اللاعب وسام بن يدر، ثم رأى تسديدة أوريلين تشواميني تذهب بعيدةً على المرمى. في القابل سجل كلٌ من راندال كولو مواني، وكوينتين ميرلين، وصامويل موتوسامي، وموسيس سيمون أهداف نادي نانت، الفريق الذي انتظر هذا الحدث الحافل كثيرأً منذ عام 2004، وكذلك جماهيره وسط أجواء مجنونة نظرًا لاقتحام أرضية في ملعب بوجوار التي أعقبت فوز نادي نانت وتأهله إلى نهائي كأس فرنسا.

## المباراة

### تفاصيل المباراة
جاء الشوط الأول حذرا من الجانبين، مع وجود عدد قليل من الفرص الواضحة التي يمكن أن تكون قد أثرت على اللاعبين في الملعب بسبب حجم المناسبة.
ومع ذلك، بعد مرور 15 ثانية فقط من الشوط الثاني، شهد الشوط الأول إثارةً كبيرةً حين مُنح نانت ركلة جزاء. وحكمت الحكمة ستيفاني فرابارت أن لاعب وسط نيس هشام بوداوي لمس الكرة بيده داخل منطقة الجزاء.
ولم يرتكب مهاجم نانت لودوفيتش بلاس أي خطأ في تنفيذ ركلة الجزاء، حيث سددها بقوة في الزاوية العليا لحارس مرمى مارسين بولكا ليمنح نيس التقدم بهدفه الرابع عشر هذا الموسم.
ثم سنحت لنيس فرصتان متتاليتان في منتصف الشوط الثاني لمعادلة النتيجة، حيث تصدى حارس مرمى نانت ألبان لافون لتسديدة أمين غويري المنخفضة ببراعة. ثم أبعد المدافع أندريه جيروتو تسديدة أندي ديلورت من على خط المرمى.
تمكن فريق جزر الكناري من الصمود في اللحظات الأخيرة ليكتب ليلة أخرى في تاريخه الممتد على مدار 79 عامًا.
| نيس | 0–1   | نانت               |
| --- | ----- | ------------------ |
|     | تقرير | - بلاس 47' (ركلة.) |

| نيس | نانت |

| GK              | 1  | مارسين بولكا     |       |     |
| RB              | 23 | جوردان لوتومبا   |       |     |
| CB              | 25 | جان-كلير توديبو  | 42'   |     |
| CB              | 4  | دانتي بونفيم (c) | 79'   |     |
| LB              | 26 | ملفين بارد       |       | 86' |
| RM              | 28 | هشام بوداوي      | 55'   | 57' |
| CM              | 8  | بابلو روزاريو    |       | 63' |
| CM              | 19 | كيفرين تورام     |       |     |
| LM              | 11 | أمين غويري       |       |     |
| CF              | 7  | أندي ديلور       |       |     |
| CF              | 9  | كاسبر دولبرغ     |       | 63' |
| قائمة البدلاء:  |    |                  |       |     |
| GK              | 40 | والتر بينيتيز    |       |     |
| DF              | 5  | فلافيوس دانيليوس |       |     |
| DF              | 12 | جوردان أمافي     |       |     |
| MF              | 6  | مورغان شنيدرلين  |       |     |
| MF              | 14 | بلال براهيمي     |       | 63' |
| MF              | 18 | ماريو ليمينا     | 90+3' | 63' |
| FW              | 21 | جاستن كلويفرت    |       | 57' |
| FW              | 22 | كالفن ستنغس      |       |     |
| FW              | 24 | إيفان غويساند    |       | 86' |
| المدرب:         |    |                  |       |     |
| كريستوف غالتييه |    |                  |       |     |

| GK              | 1  | ألبان لافون        |       |     |
| CB              | 21 | جان شارل كاستيليتو |       |     |
| CB              | 3  | أندريه جيروتو      |       |     |
| CB              | 4  | نيكولاس بالويس     |       |     |
| RM              | 11 | ماركوس كوكو        |       | 83' |
| CM              | 18 | صامويل موتوسامي    |       |     |
| CM              | 5  | بيدرو شيريفيلا     |       | 72' |
| LM              | 29 | كوينتين ميرلين     |       |     |
| RF              | 10 | لودوفيتش بلاس (c)  |       |     |
| CF              | 23 | راندال كولو مواني  | 90+3' |     |
| LF              | 27 | موسيس سيمون        |       | 73' |
| قائمة البدلاء:  |    |                    |       |     |
| GK              | 16 | ريمي ديسكامب       |       |     |
| DF              | 2  | فابيو              |       | 83' |
| DF              | 12 | دينيس أبياه        |       |     |
| DF              | 24 | سيباستيان كورشيا   |       |     |
| MF              | 6  | رولي بيريرا دي سا  |       |     |
| MF              | 8  | ويلان سيبريان      |       | 72' |
| FW              | 7  | خليفة كوليبالي     |       |     |
| FW              | 20 | جان كيفن أوغستين   |       |     |
| FW              | 26 | عثمان بوكاري       |       | 73' |
| المدرب:         |    |                    |       |     |
| أنطوان كومباريه |    |                    |       |     |

| الحكام المساعدون: ميكائيل بيرشبرو بنجامين باجيس الحكم الرابع: ويلي ديلاجو حكم تقنية الفيديو: جيريمي بينيارد مساعد حكم تقنية الفيديو: حميد قناوي | قواعد المباراة - مدة المباراة 90 دقيقة مقسمة إلى شوطين مدة كل شوط 45 دقيقة. - تلعب أشواط إضافية من 30 دقيقة مقسومة إلى شوطين مدة كل شوط 15 دقيقة. - تطبق قاعدة ركلات الجزاء الترجيحية في حال استمرار التعادل في الأشواط الإضافية. - تواجد تسعة لاعبًا على مقاعد البدلاء. - الحد الأقصى خمسة تبديلات، مع السماح بتبديل سادس في الوقت الإضافي. |